# Thierry Toutain
 (janvier 2018).
Si vous disposez d'ouvrages ou d'articles de référence ou si vous connaissez des sites web de qualité traitant du thème abordé ici, merci de compléter l'article en donnant les références utiles à sa vérifiabilité et en les liant à la section « Notes et références ».
Thierry Toutain est un athlète marcheur français, né le 12 février 1962 à Fourmies.
Il est gardien de la paix, détaché de la Police nationale durant ses meilleures années de compétitions, et parcourant alors de 150 à 200 kilomètres par semaine aux entraînements. Sa carrière internationale s'est achevée en 2000.
Il a participé aux Jeux de Séoul, terminant à la 18e place du 20 km, puis de Barcelone où il est disqualifié, et d'Atlanta où il termine 10e du 20 km.
Sur la scène européenne, il remporte deux médailles, le bronze sur 20 km aux championnats d'Europe de 1990 à Split, puis l'argent des 50 km marche lors des championnats d'Europe de 1994 à Helsinki. Il a également terminé à la neuvième place des Championnats du monde 1991 de Tokyo sur la distance de 20 km, et à la quatorzième place lors de l'édition de Rome 1987.
Pour la saison 2007-2008, il rejoint Denis Langlois comme entraîneur de Yohann Diniz qui avait comme objectif minimum de monter sur le podium lors des Jeux Olympiques de Pékin. Celui-ci doit renoncer au 33e km en raison de douleurs au ventre et aux muscles ischio-jambiers.

## Palmarès
Championnat d'Europe
- Médaillé de bronze aux championnats d'Europe de 1990 à Split
- Vice-champion d'Europe 1994 des 50 km marche à Helsinki

Jeux de la Francophonie
- Médaille de bronze des 20 km marche aux Jeux de la Francophonie en 1989

Championnat de France
- Champion de France des 20 km marche en 1989, 1990, 1991, 1994 et 1996
- Champion de France des 50 km marche en 1988, 1993 et 1997

Équipe de France
- 35 sélections en équipe de France A

Records du monde
- Record du monde des 50 km marche, le 29 septembre 1996 en 3 h 40 min 57,90 s à Héricourt (et d'Europe en 1994 déjà) battu par son ancien élève Yohann Diniz le 12 mars 2011
- Record du monde des 30 km marche, en 1991 en 2 h 3 min 56 s
- Record du monde des 2 heures de marche en 1991 avec 29,090 km

Records de France
- Record de France des 20 km marche en 1990, 1992, et 1993 en 1 h 20 min 56 s
- Record de France des 30 km marche en 1989, et 1991 en 2 h 3 min 56 s
- Record de France des 50 km marche en 1994 à 2 reprises, dont 3 h 40 min 57 s
- Record de France de l'heure de marche en 1993, avec 15,167 km
- Record de France des 2 heures de marche en 1991, avec 29,090 km